# WARM
『WARM』（ウォーム）は、2003年7月16日に発売されたSURFACEの4枚目のオリジナルアルバム。

## 解説
前作『ROOT』から2年ぶりとなるオリジナルアルバムで、ユニバーサルミュージックからリリースされた最後のオリジナルアルバムである。CDはHDCD仕様となっている。

## 収録曲
1. なまくらジャック
作詞:椎名慶治、作曲・編曲:永谷喬夫
2. 雫
作詞:椎名慶治、作曲・編曲:永谷喬夫
3. アイムファインセンキューアンジュー?
作詞:椎名慶治、作曲:永谷喬夫、編曲:SURFACE・中村文俊
  - 15thシングル
4. ろくでなし
作詞・作曲:椎名慶治、編曲:永谷喬夫
5. 食卓
作詞:椎名慶治、作曲:永谷喬夫、編曲:SURFACE
  - 14thシングルc/w曲
6. きっと
作詞:椎名慶治、作曲:永谷喬夫・椎名慶治、編曲:SURFACE・中村文俊
  - 15thシングルc/w曲
7. こんなんだったっけ
作詞:椎名慶治、作曲:永谷喬夫・椎名慶治、編曲:永谷喬夫
8. NEWS （album ver.）
作詞:椎名慶治、作曲:永谷喬夫、編曲:SURFACE
  - 14thシングル
9. 歌
作詞:椎名慶治、作曲:永谷喬夫、編曲:SURFACE
  - 13thシングル
  - テレビ朝日系「Matthew's Best Hit TV」エンディングテーマ[2]
10. 闇の感情
作詞:椎名慶治、作曲:椎名慶治、編曲:椎名慶治・中村文俊
11. Y字路
作詞:椎名慶治、作曲:永谷喬夫、編曲:SURFACE
  - 13thシングルc/w曲
12. リミット
作詞:椎名慶治、作曲・編曲:永谷喬夫
13. スチームミルク
作詞:椎名慶治、作曲:永谷喬夫、編曲:永谷喬夫・mar